# 徐国梁
徐国梁（1876年—1923年11月10日），字辅洲，天津人，曾任上海淞沪警察厅厅长。
1923年11月10日在上海爱多亚路（今延安东路）温泉浴室门前遭杀手枪击身亡，成为民国时期一轰动案件，也是江浙战争的导火索之一。

## 年表
早年投效淮军，1903年12月毕业于北洋警务学堂，任职于天津警察署。
1913年调上海，任第三区警察署署长。
1914年1月任改组后的江苏淞沪警察厅闸北分厅厅长。同年7月，升任淞沪警察厅厅长，负责上海华人界的社会治安。
1915年1月，授陆军中将衔兼江苏省警务处长（当时上海属江苏省）。
1919年压制上海响应五四运动的罢工罢市活动。1922年开设聚丰贸易公司，暗中贩毒。
1923年10月授北洋將軍府将军。同年，江苏督军齐燮元准备进攻浙江督军卢永祥，暗中联系拥有警察部队7000人的徐国梁。卢永祥之子卢小嘉怒而收买斧頭幫幫主王亚樵，11月10日将徐刺杀。